# 호세 데 헤수스 코로나

호세 데 헤수스 코로나 로드리게스(José de Jesús Corona Rodríguez, 1981년 1월 26일, 할리스코주 과달라하라 ~)는 멕시코의 축구 선수로, 현재 크루스 아술에서 골키퍼로 활약하고 있다.

## 클럽 경력
코로나는 2002년에 아틀라스에서 클럽 경력을 시작하였고, 아틀라스에서 중요한 골키퍼가 되었다. 2002년에서 2004년까지 47경기에 나왔는데, 그는 2004년에 테코스 UAG로 이적하였다. 그는 2005년에 과달라하라로 임대되어 보카 주니어스를 상대로 코파 리베르타도레스 경기에서 놀라운 활약을 펼친 것으로 회자되곤 한다.
2009년 6월 16일, 코로나는 크루스 아술과 3년 계약을 체결하였다. 같은 해, 그는 크루스 아술이 몬테레이와의 결승전에 진출하도록 도왔으며, 준우승으로 마감하였다.

## 국가대표팀 경력
코로나는 멕시코 축구 국가대표팀의 일원으로, 2006년 FIFA 월드컵에 백업 골키퍼로 참가하였다. 그는 멕시코가 참가한 4경기 중 단 한경기도 출전하지 못하였다. 2007년 우고 산체스 전 멕시코 국가대표팀 감독이 그를 CONCACAF 골드컵의 최종 23인 엔트리에 포함시켰고, 그는 팀의 써드 골키퍼를 맡았다.
그는 본래 2011년 CONCACAF 골드컵에 참가할 예정이었으나, 클라우수라 2011 준결승 2차전에서 크루스 아술과 모나르카스 모렐리아간의 패싸움에 동참하였고, 호세 마누엘 데 라 토레 멕시코 국가대표팀 감독은 그를 폭력 행위로 2011년 골드컵과 2011년 코파 아메리카의 스쿼드에서 제외시켰다. 그의 공백은 호나탄 오로스코가 채웠다. 코로나는 2011년 아페르투라 시즌의 처음 6경기 출장 정지 징계가 내려졌다. 요스가르트 구티에레스는 출장할 수 없는 코로나를 대체하였다.
그는 2012년 하계 올림픽에 참가할 멕시코의 와일드카드 선수 세명 중 하나로 차출되었다. 그는 대회 내내 팀의 주장을 맡았다. 그는 팀의 결승행에 일조하였고, 웸블리 경기장에서 열린 브라질과의 결승전에서 2-1로 이겨 멕시코의 첫 올림픽 축구 메달이자 금메달을 획득하였다.

## 수상

### 국가대표팀
멕시코 축구 국가대표팀
- CONCACAF 골드컵 (1): 2009
- 팬아메리칸 게임 금메달 (1): 2011
- 하계 올림픽 금메달 (1): 2012

### 클럽
크루스 아술
- 코파 MX (1): 클라우수라 2013
- CONCACAF 챔피언스리그 (1): 2013–14

### 개인
- 대회 최우수 골키퍼: 아페르투라 2010
- 대회 최우수 골키퍼: 클라우수라 2012